# Kosmos 159
Kosmos 159 (ros. Космос-159) – radziecki sztuczny satelita Ziemi, który służył do testowania technologii w ramach księżycowego programu Łuna.
Satelita został wystrzelony 16 maja 1967 roku z kosmodromu Bajkonur. Było to urządzenie tego samego typu co wystrzelona niecały rok później Łuna 14, sztuczny satelita Księżyca. Misja polegała na testowaniu systemu namierzania i komunikacji na potrzeby przygotowywanego załogowego lotu na Księżyc. Kosmos 159 miał znaleźć się na bardzo ekscentrycznej orbicie okołoziemskiej, z apogeum w odległości 250 000 km, jednak silnik przedwcześnie zakończył pracę. Satelita znalazł się na niższej niż planowano orbicie, ale mógł wypełnić swoją misję. Spłonął wchodząc w atmosferę 10 lat później.